# ك. س. بورتر
ك. س. بورتر (بالإنجليزية: K. C. Porter) هو ملحن ومنتج أسطوانات أمريكي، ولد في 27 يونيو 1962 في كاليفورنيا الجنوبية في الولايات المتحدة.

## وصلات خارجية
- ك. س. بورتر على موقع IMDb (الإنجليزية)
- ك. س. بورتر على موقع ميوزك برينز (الإنجليزية)
- ك. س. بورتر على موقع ديسكوغز (الإنجليزية)